# Achada Gomes
Achada Gomes es una localidad caboverdiana del municipio de Santa Catarina.

## Geografía
La localidad está situada en la isla de Santiago.

## Organización territorial
La localidad abarca los lugares y barrios de:
- Achada Camelo
- Chã de Baixo
- Chão de Riba
- Chão Santos
- Chão Taberna
- Ladeira
- Viuva